# Liomyrmex froggatti
Liomyrmex froggatti är en myrart som beskrevs av Horace Donisthorpe 1940. Liomyrmex froggatti ingår i släktet Liomyrmex och familjen myror.

## Underarter
Arten delas in i följande underarter:
- L. f. froggatti
- L. f. major